# Listen to Your Leader
Listen to Your Leader – pierwszy album polskiego zespołu indierockowego Neo Retros. Premiera płyty odbyła się 9 maja 2011 roku. 

Utworami z tej płyty zespół wywalczył Nagrodę jury i Nagrodę publiczności na festiwalu TOPtrendy 2011.

## Lista utworów
| 1.  | The High-rise in the Sunshine | 02:55 |
|     |                               |       |
| 2.  | The Loudness of Silence       | 03:18 |
|     |                               |       |
| 3.  | The Old Lady's Rosary         | 03:14 |
|     |                               |       |
| 4.  | Billy and his Gun             | 02:40 |
|     |                               |       |
| 5.  | The Chemical Times            | 03:48 |
|     |                               |       |
| 6.  | Battles and Wastelands        | 02:52 |
|     |                               |       |
| 7.  | Cold November                 | 03:25 |
|     |                               |       |
| 8.  | Bullet Man                    | 01:39 |
|     |                               |       |
| 9.  | Domino Effect                 | 02:44 |
|     |                               |       |
| 10. | Choices Chosen                | 03:14 |
|     |                               |       |
| 11. | The Sandman                   | 03:28 |
|     |                               |       |
| 12. | The Chocolate Sea             | 03:13 |
|     |                               |       |
|     |                               | 36:30 |
|     |                               |       |